# Col Thorong
Le col Thorong ou col Thorung, en népalais थोरोङ ला, Thorong La ou Thorung La, est un col du Népal, dans l'Himalaya. Il est situé sur un sentier reliant le village de Manang, dans le district de Manang à l'est, au temple de Muktinath et au village voisin de Ranipauwa, dans le district de Mustang à l'ouest. Le col sépare le Damodar Himal au nord de l'Annapurna au sud et constitue le point le plus élevé du trek faisant le tour de l'Annapurna, avec une altitude de 5 416 mètres.
Outre les nombreux randonneurs qui l'empruntent, il est aussi traditionnellement et historiquement emprunté par beaucoup de Népalais.

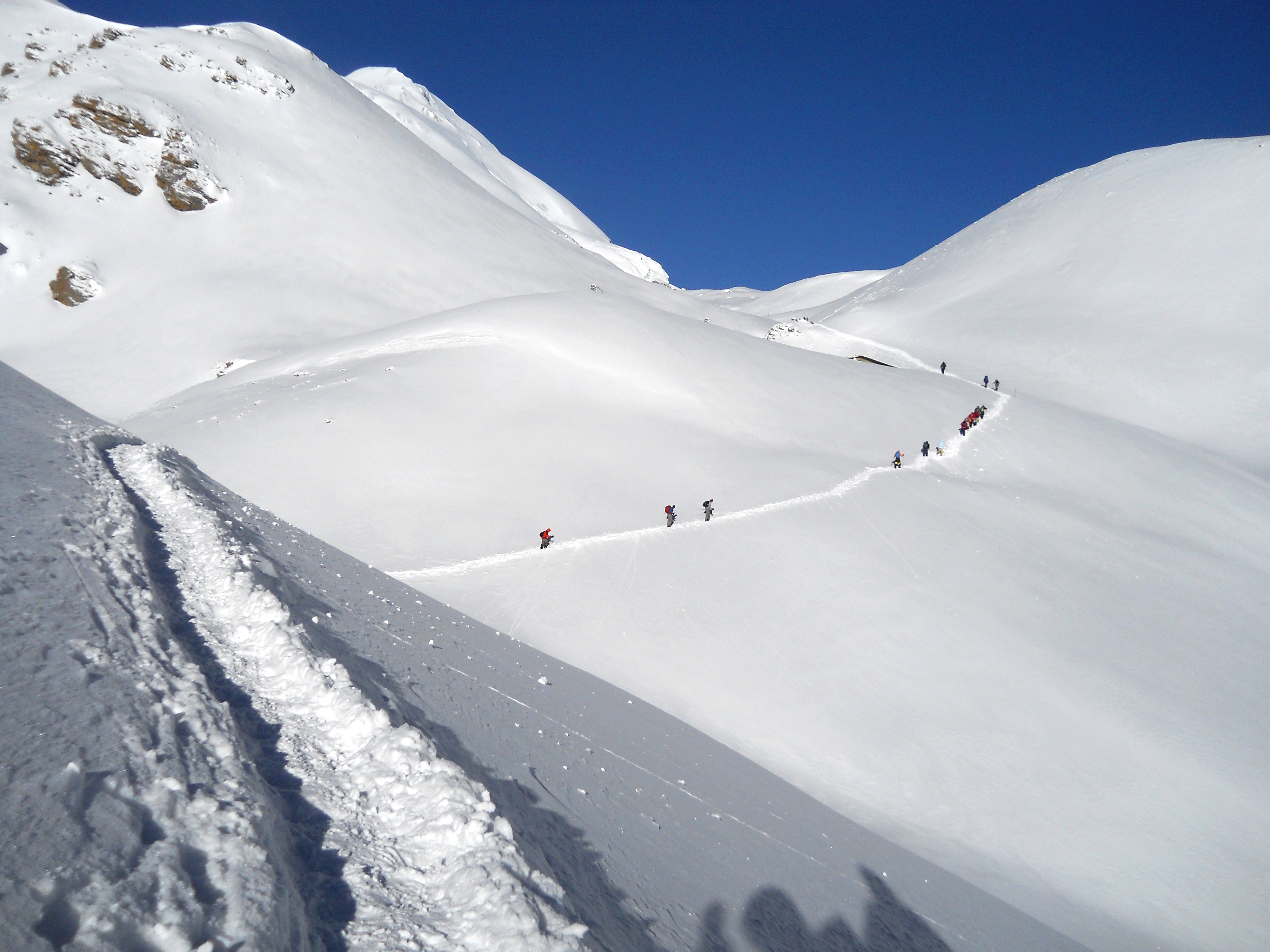
Randonneurs effectuant l'ascension du col.

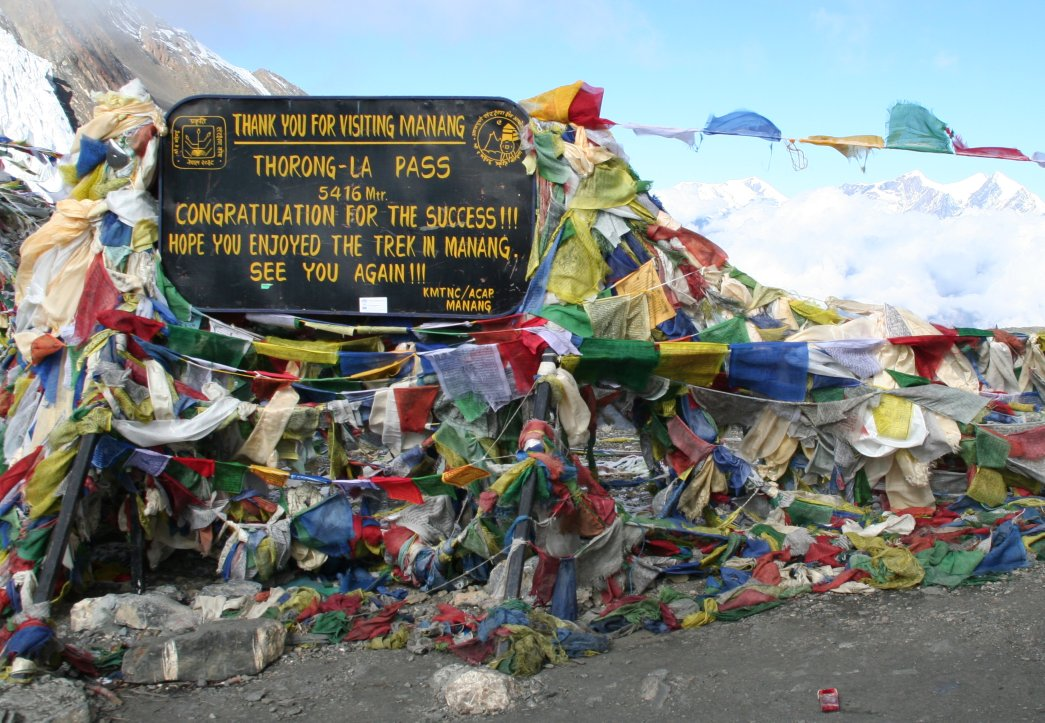
Panneau sur le lhapsa du col.